# Emile Verdonck
Emile Verdonck (30 oktober 1995) is een Belgische atleet, die gespecialiseerd is in het hoogspringen. Hij werd in 2017 Belgisch indoorkampioen hoogspringen.

## Belgische kampioenschappen
Indoor
| Onderdeel    | Jaar |
| ------------ | ---- |
| hoogspringen | 2017 |

## Persoonlijke records
Outdoor
| Onderdeel    | Prestatie | Datum             | Plaats |
| ------------ | --------- | ----------------- | ------ |
| hoogspringen | 2,14 m    | 11 september 2016 | Nijvel |

Indoor
| Onderdeel    | Prestatie | Datum           | Plaats |
| ------------ | --------- | --------------- | ------ |
| hoogspringen | 2,15 m    | 29 januari 2017 | Gent   |

## Palmares
hoogspringen
- 2014:  BK AC - 2,07 m
- 2015:  BK AC indoor - 2,07 m
- 2017:  BK AC indoor - 2,15 m
- 2017:  BK AC - 2,09 m